# Mirebeau-sur-Bèze
Mirebeau-sur-Bèze település Franciaországban, Côte-d’Or megyében. Lakosainak száma 1937 fő (2022. január 1.). Mirebeau-sur-Bèze Blagny-sur-Vingeanne, Belleneuve, Bézouotte, Charmes, Cuiserey, Savolles, Tanay, Cheuge, Magny-Saint-Médard, Noiron-sur-Bèze és Oisilly községekkel határos.

## Népesség
A település népességének változása:
| Lakosok száma | 1004 | 1426 | 1464 | 1844 | 2066 | 2093 | 2083 | 2008 | 1972 | 1937 |
|               | 1968 | 1982 | 1990 | 2006 | 2013 | 2015 | 2017 | 2019 | 2020 | 2022 |